# Distretto di Martonvásár
Il distretto di Martonvásár (in ungherese Martonvásári járás) è un distretto dell'Ungheria, situato nella provincia di Fejér.